# Hajtovka
Hajtovka (rusínsky Гайтівка, německy Heitingsau) je obec na Slovensku v okrese Stará Ľubovňa. Žije zde 75 obyvatel.

## Dějiny
Obec byla založena v druhé polovině 14. století. Nejstarší zpráva o obci je z roku 1427 v soupisu
Šarišské stolice a je uvedena pod názvem Ayathuagasa. Tento maďarský název vesnice znamenající Hajtova Poruba je základem tvorby názvu obce. Obec patřila k plavečskému panstvu. Roku 1456 se poddaní vzbouřili proti útlaku a krutému vykořisťování. Po roce 1490 se obec dostala do vlastnictví magnátů Zápolských. V 16. století je uváděna jako jejich majetek „Haythofka“. Roku 1505 kněžna Hedviga předala plavečský hrad i s 36 vesnicemi, mezi nimi i Hajtovku. Z neznámých důvodů koncem 15. a začátkem 16. století zanikla. K novému osídlení došlo až koncem 16. a začátkem 17. století. Obec v minulosti měla výhodnou polohu při řece Poprad, která byla splavná od Podolínce a byla významnou obchodní cestou do Polska. Hajtovka na této obchodní cestě měla sklad nápojů. Obyvatelé se živili zemědělstvím a lovem ryb v řece Poprad. Okolní obyvatelstvo je nazývalo rybáři, i na pečetidle z roku 1868 je zobrazen rybář lovící rybu. Začátkem 20. století dochází k masovému vystěhovalectví hlavně do Spojených států a Kanady. Špatné životní podmínky se rapidně zhoršily po vypuknutí 1. světové války. Na různých frontách bojovalo 28 obyvatel Hajtovky, 5 z nich padlo. Po roce 1920 obec administrativně patřila pod správu ObÚ v Staré Ľubovni a v jeho rámci do podtatranské župy se sídlem v Liptovském Mikuláši. V roce 1938 po vyhlášení autonomie SR 6. října 1938 se obec Hajtovka připojila k hnutí za připojení východního Slovenska k zakarpatské Ukrajině. Po celou dobu obyvatelé Hajtovky pomáhali ilegálním pracovníkům a pronásledovaným fašismem. Obec v období války prožívala těžké chvíle. Hajtovka byla osvobozena 31. ledna 1945 Rudou armádou.